# Telescore 750

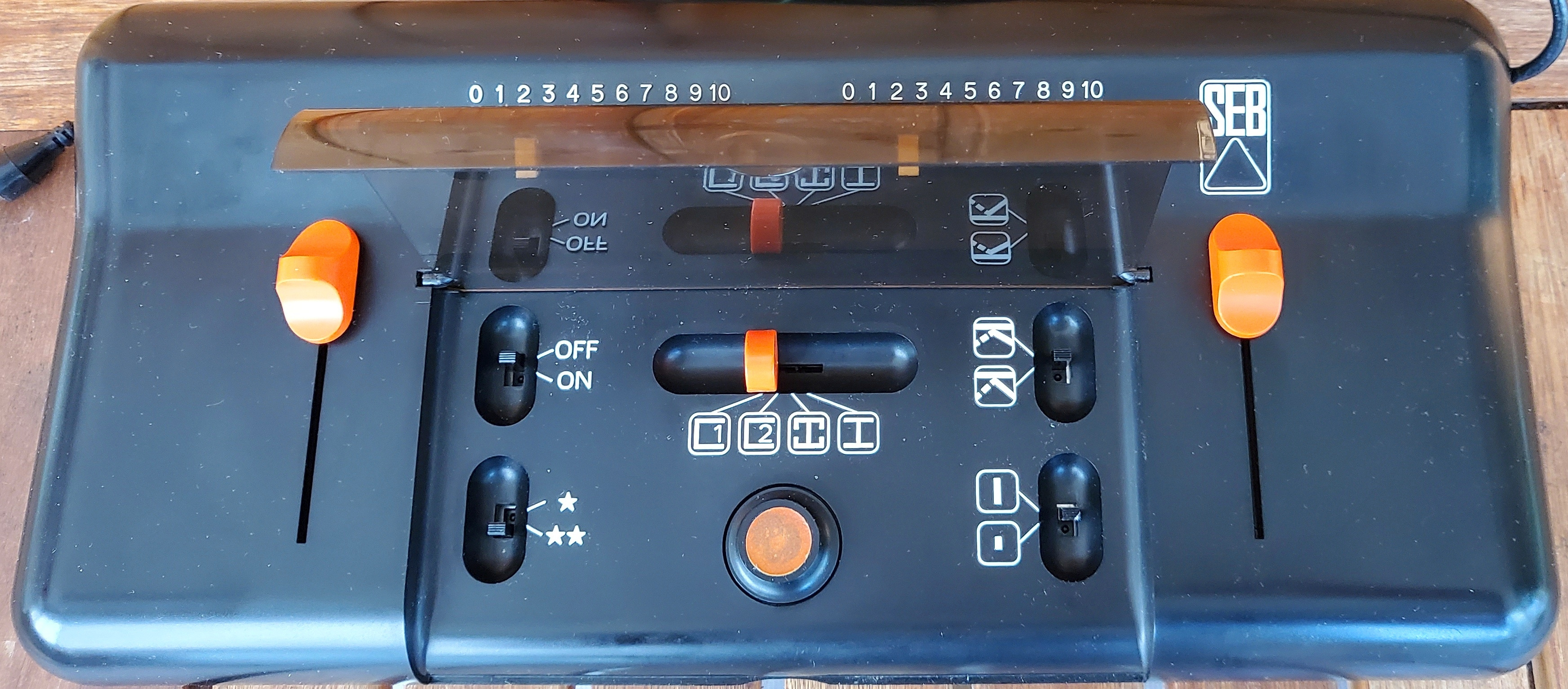
Nahaufnahme der Telescore 750

Die Telescore 750 (auch Telescore SEB 750 genannt) ist eine stationäre Spielkonsole der ersten Generation, welche im Jahr 1977 von Groupe SEB ausschließlich in Frankreich zu einem Preis von 100 Franc veröffentlicht wurde. Später wurden zwei Revisionen auf den Markt gebracht: Die Telescore 751 im Jahr 1978, welche erstmals mit zwei abnehmbaren Controllern und einer Lightgun daherkommt und die Telescore 752 im Jahr 1979, welche identisch mit der Telescore 751 ist, jedoch zusätzlich Farben darstellen kann.

## Spiele
Folgende vier Spiele sind durch den eingebauten TMS-1965-Chip von Texas Instruments mit der Telescore 750 spielbar:
- tennis (Pong-Klon)
- football
- squash
- pelote basque (Pelota, Squash für zwei Spieler)

Mit der Telescore 751 und Telescore 752 sind dank der mitgelieferten Lightgun zusätzlich die folgenden zwei Spiele spielbar:
- tir d'entraînement (Trainingsschießen)
- tir aux pigeons (Tontaubenschießen)